# Wikipédia en abkhaze
Wikipédia en abkhaze (en abkhaze : Аԥсуа авикипедиа [Apsua avikipedia]) est l’édition de Wikipédia en abkhaze, langue caucasienne parlée en Abkhazie, république autoproclamée située en Géorgie. L'édition est lancée a priori en octobre 2003, mais dans les faits en décembre 2004. Son code est : ab.
Au 21 mars 2025, l'édition en abkhaze contient 6 431 articles et compte 22 445 contributeurs, dont 35 contributeurs actifs et 2 administrateurs.

## Présentation

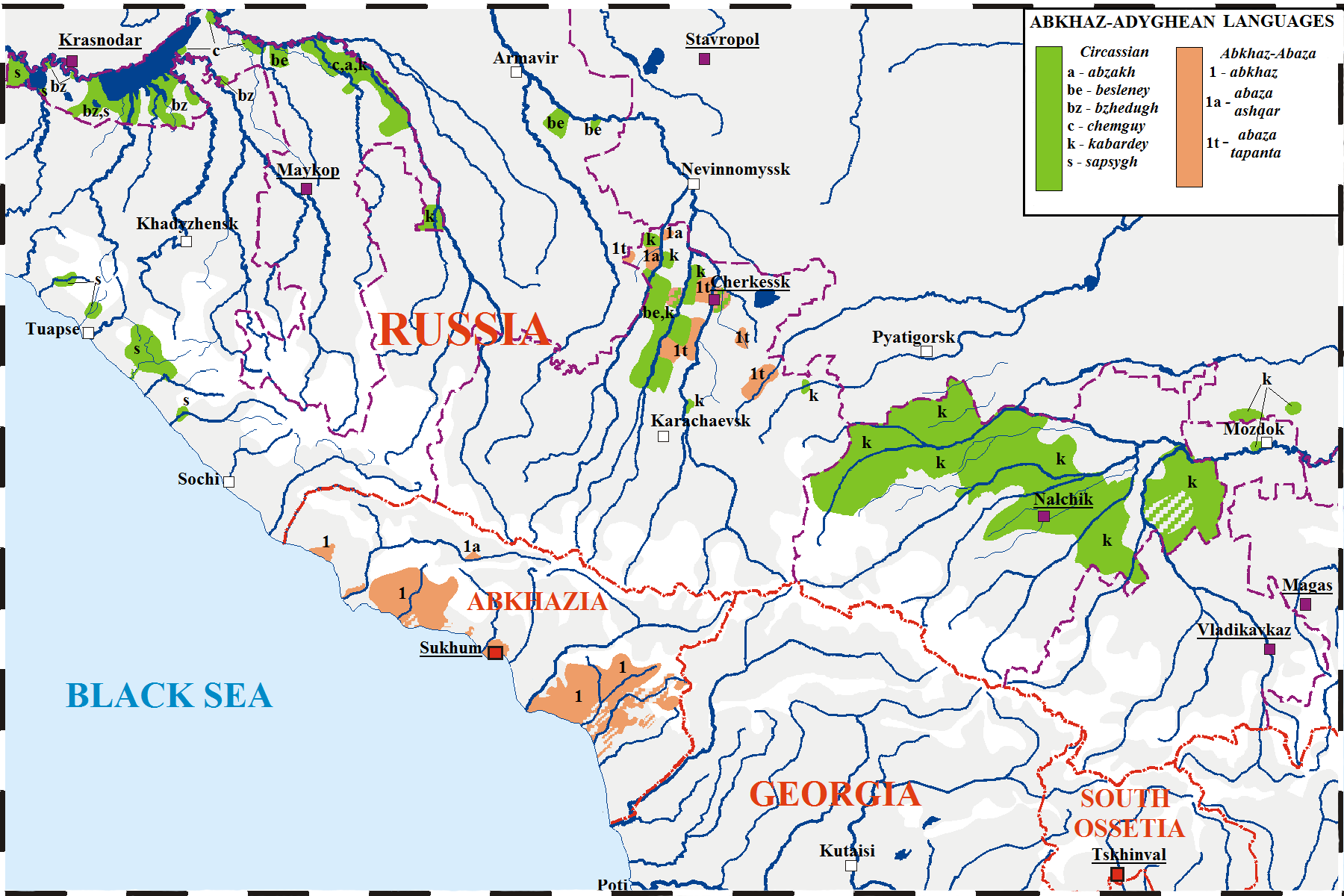
Aire de diffusion de l'abkhaze.

## Statistiques
- Le 100e article n'est atteint qu'en septembre 2008[1].
- En mars 2016, l'édition en abkhaze compte quelque 840 articles.
- 19 septembre 2022, elle contient 5 999 articles et compte 17 880 contributeurs, dont 20 contributeurs actifs et 2 administrateurs.
- 19 septembre 2024, elle contient 6 312 articles et compte 21 476 contributeurs, dont 25 contributeurs actifs et 2 administrateurs.